# Baichavalli, Hangal
Baichavalli là một làng thuộc tehsil Hangal, huyện Haveri, bang Karnataka, Ấn Độ.